# Joan Derk van der Capellen tot den Pol
Barone Joan Thierry Derk, van der Capellen tot den Pol (Tiel, 2 novembre 1741 – Zwolle, 6 giugno 1781), è stato un politico olandese.
Figlio di un aristocratico olandese, venne educato con i principi dell'Illuminismo e studiò alle università di Leida e Groninga. Durante la sua giovinezza viaggiò molto per l'Europa, specialmente in Polonia e in Spagna. 
In Polonia conobbe Ignacy Krasicki, vescovo e riformatore polacco, mentre in Spagna fu ospite di Josè Moñino, un grande politico amico di Carlo III che tentava di riavvicinare la chiusa Spagna verso l'Europa e campione della lotta al bigottismo e all'inquisizione.
Affascinato dal pensiero illuminista, nel 1772 divenne deputato al Parlamento dell'Aia e in breve tempo assunse la carica di cancelliere del principe Guglielmo V. Animato da uno spirito democratico e illuminista, si legò alla fazione dei repubblicani, come Nicolaas van Staphorst, lottando contro la concentrazione dei poteri nelle mani dello statolder.
Ispirandosi all'opera dello spagnolo Gaspar Melchor de Jovellanos, redatto un libello contro la servitù della gleba ancora presente in Zelanda e incaricò Francois van der Kemp del processo di abolizione. 
Inoltre indusse il governo olandese a legittimare i neonati Stati Uniti contro la potenza inglese. 
Tra il 1779 e il 1780 condusse una politica a sua volta di avvicinamento tra nazioni da sempre nemiche, l'Olanda e la Spagna. Il ministro spagnolo Pedro Rodríguez de Campomanes inviò per le trattative a Bruges François Cabarrus; il governo olandese però respinse l'ambasciata spagnola e un colpo di Stato reazionario tolse a van der Capellen la carica di ciambellano.
Nonostante tutto egli portò in Olanda alcune riforme per l'istruzione ispirate a Benito Feijoo, pedagogo spagnolo, e a Leopoldo de Gregorio, marchese di Squillace.